# Catlowdy
Catlowdy is een gehucht in het bestuurlijke gebied City of Carlisle, in het Engelse graafschap Cumbria. Het maakt deel van de civil parish Nicholforest.